# Berles-au-Bois Churchyard Extension
Le Berles-au-Bois Churchyard Extension  est un cimetière militaire de la Première Guerre mondiale, situé sur le territoire de la commune de Berles-au-Bois, dans le département du Pas-de-Calais, au sud-ouest d'Arras.
Deux autres cimetières britanniques sont implantés sur le territoire de la commune : Berles Position Military Cemetery et Berles-au-Bois New Military Cemetery.

## Localisation
Ce cimetière jouxte le cimetière communal, rue Anatole-Dalaut, au nord-ouest du village.

## Histoire

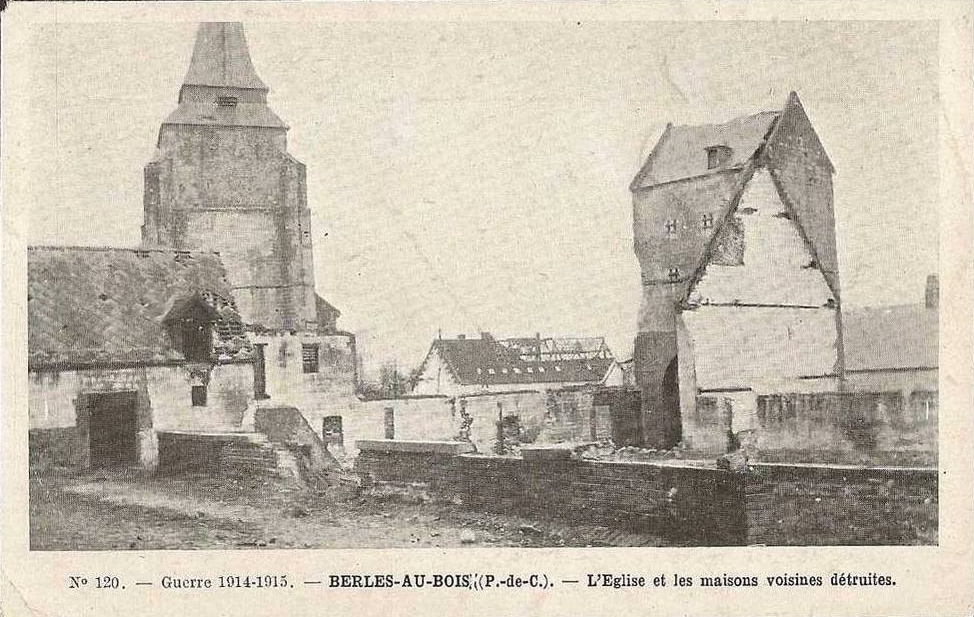
L'état du village en 1915, partiellement détruit.

Situé à proximité de la ligne de front, aux mains des troupes françaises depuis le début de la guerre, le village passera aux mains des Britanniques en juillet 1915 et le restera jusqu'à la fin de la guerre.
L'extension du cimetière de Berles-au-Bois a été commencée par les troupes françaises dont les tombes se trouvent dans l'angle sud. Il a été poursuivi par le 46e North Midland et d'autres divisions de septembre 1915 à janvier 1917, date à laquelle il a été fermé.
Il y a maintenant 144 sépultures du Commonwealth de la guerre 1914-1918, dont deux ne sont pas identifiées sur ce site. On y trouve également 44 sépultures françaises et une allemande de la guerre 1914-1918 et huit sépultures allemandes de la guerre 1939-1945.

## Caractéristiques
Ce  cimetière, au plan rectangulaire de 40 m sur20, est entouré d'un muret de briques. Il a été conçu par l'architecte britannique William Harrison Cowlishaw.

## Sépultures
| Pays        | Sépultures |
| ----------- | ---------- |
| Royaume-Uni | 144        |
| France      | 44         |
| Allemagne   | 9          |
| Total       | 197        |

## Galerie

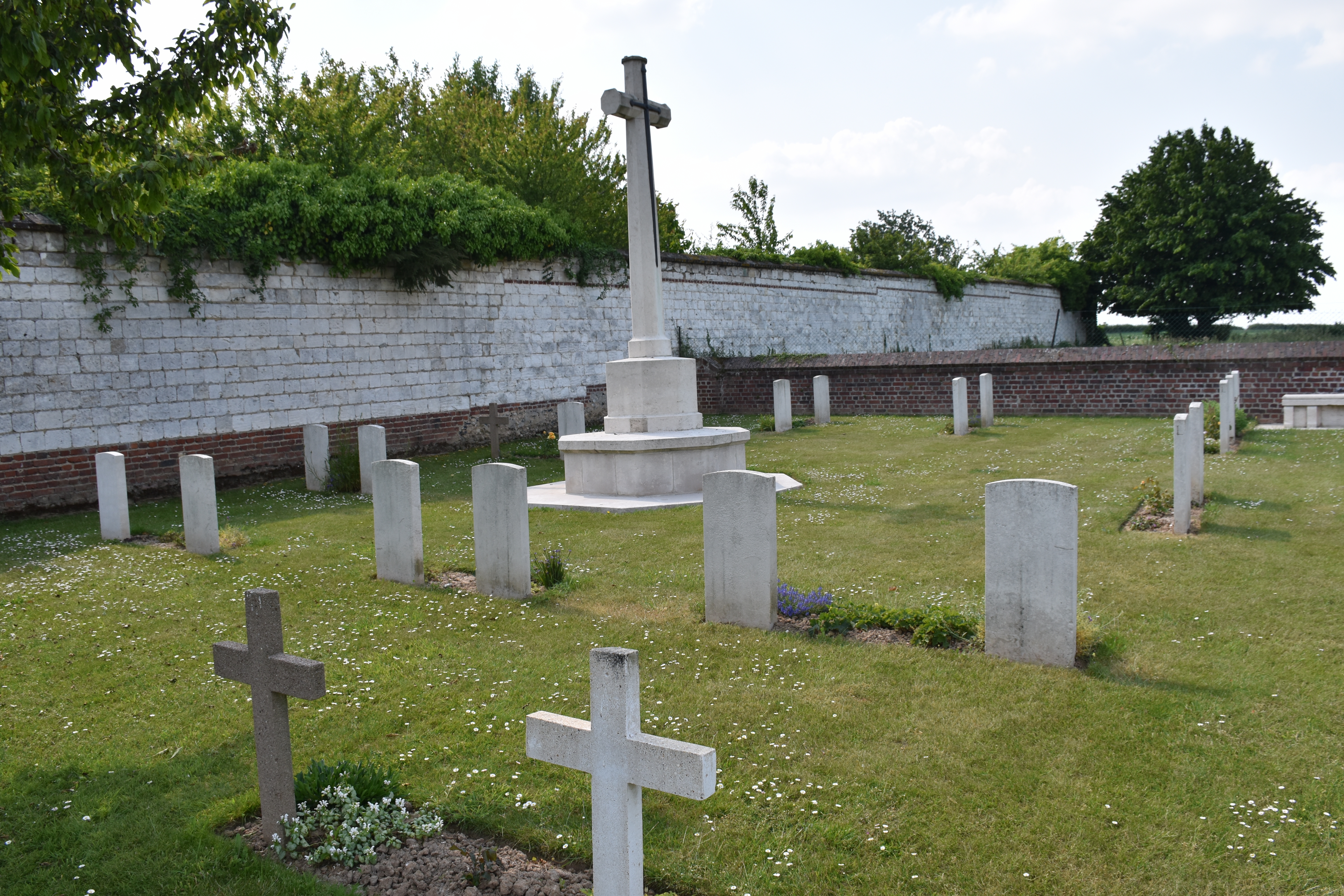
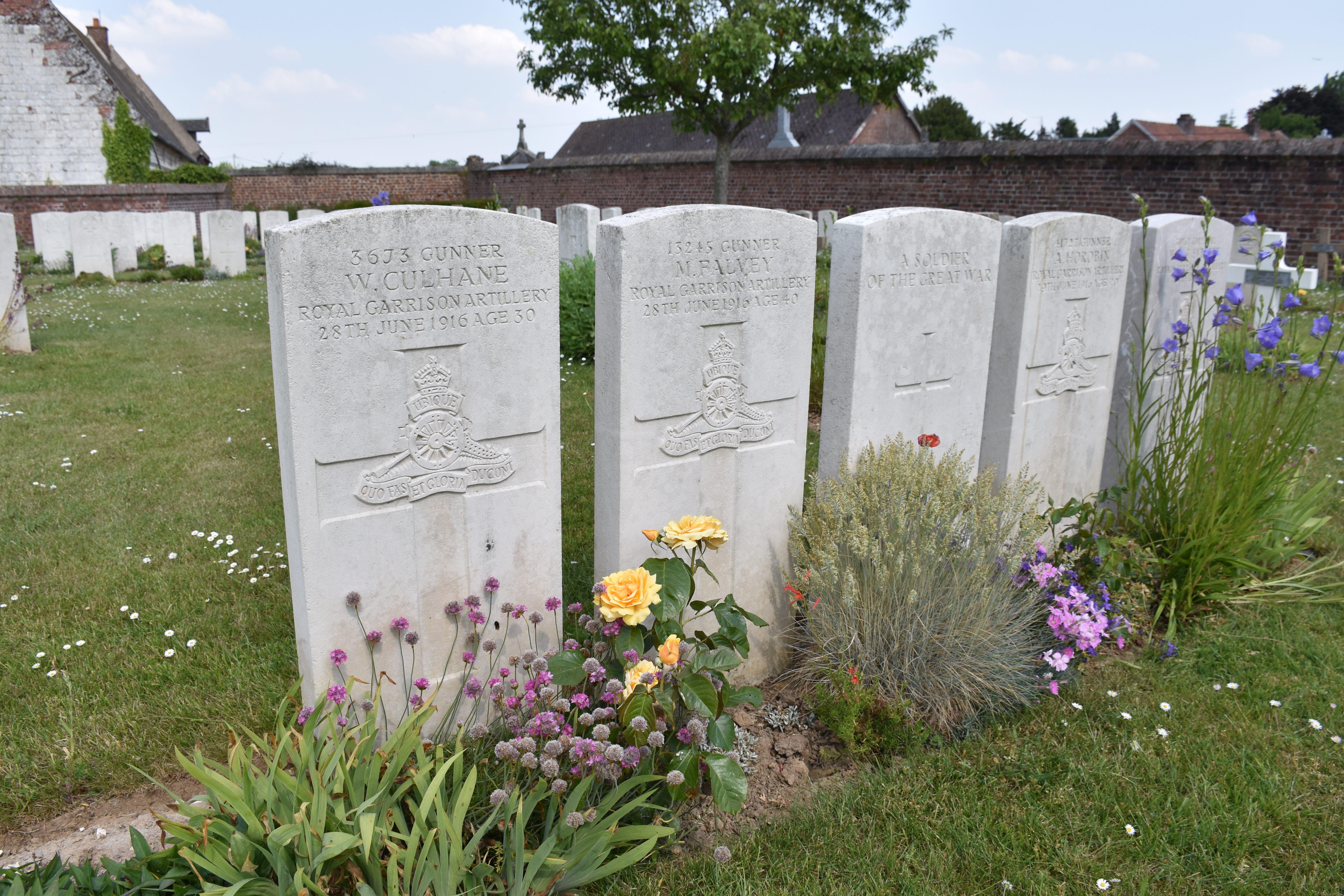
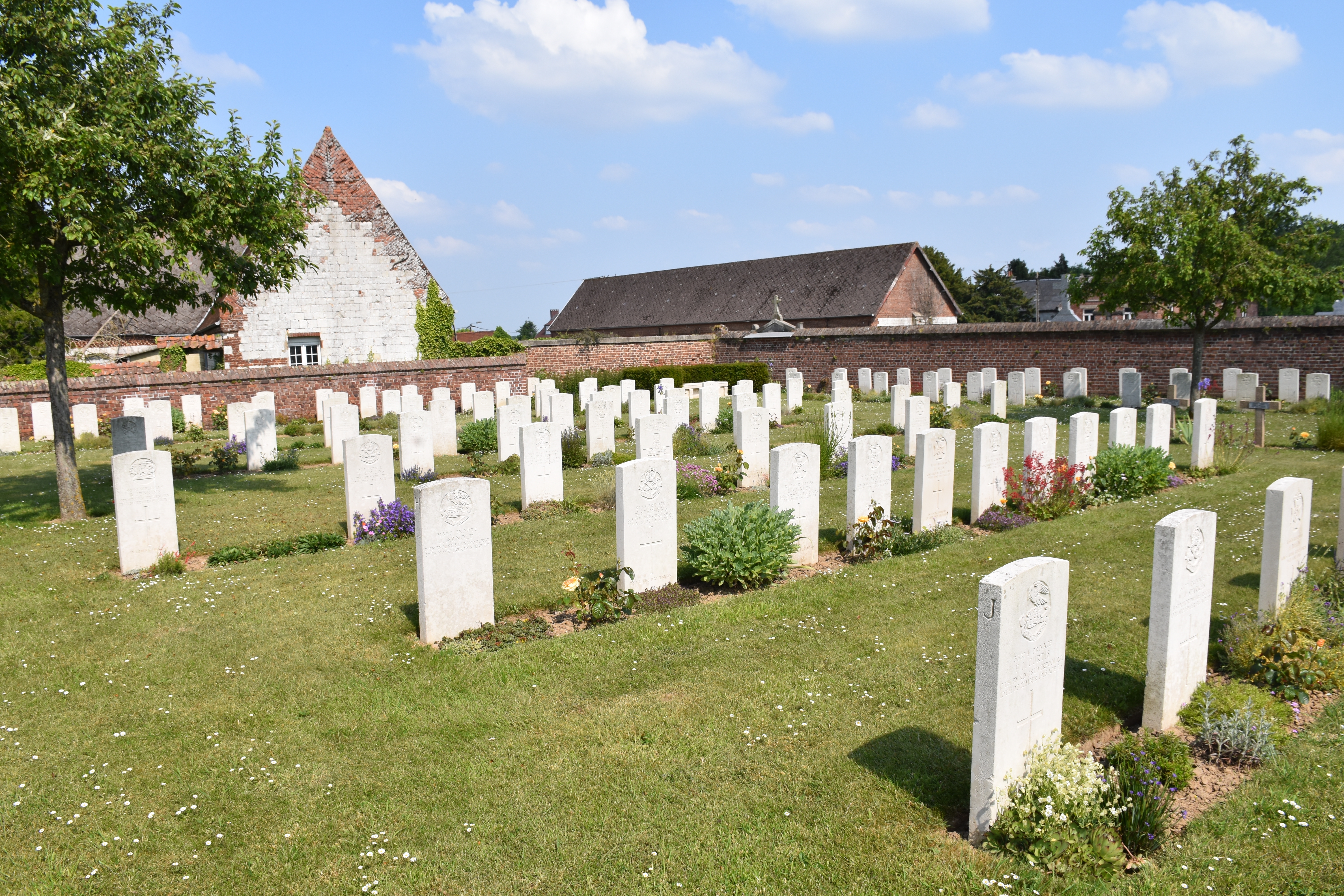
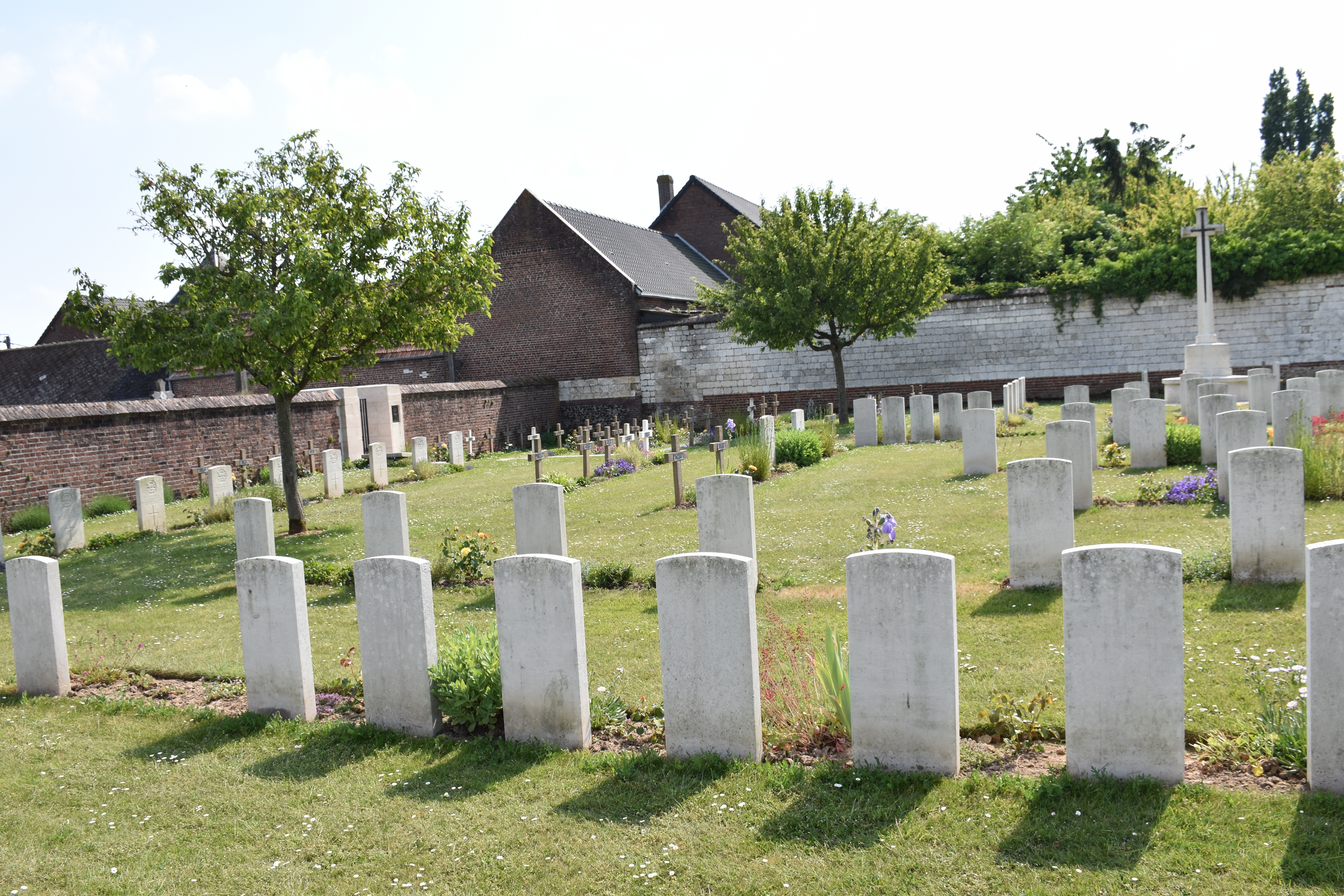
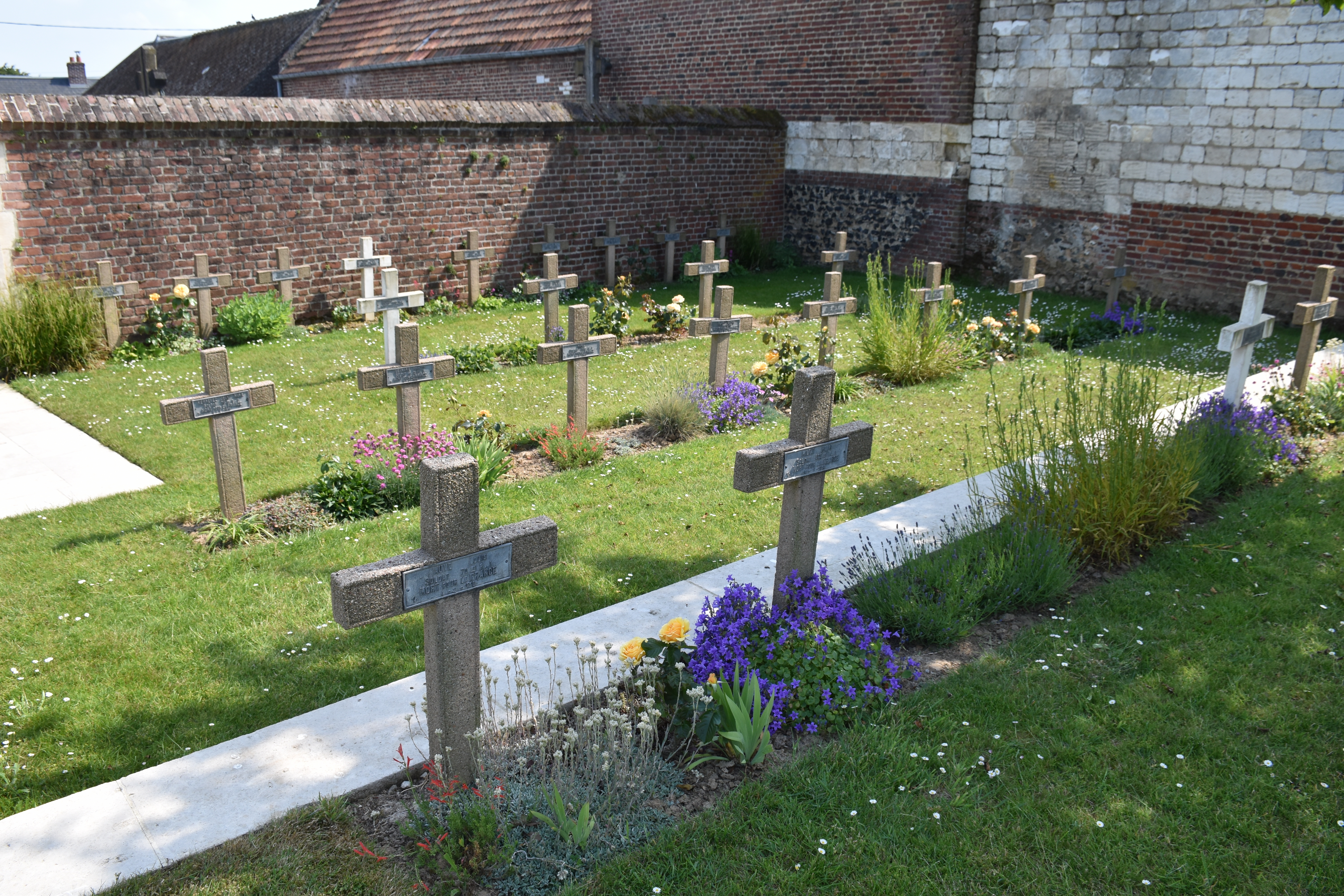
Tombes de soldats français.
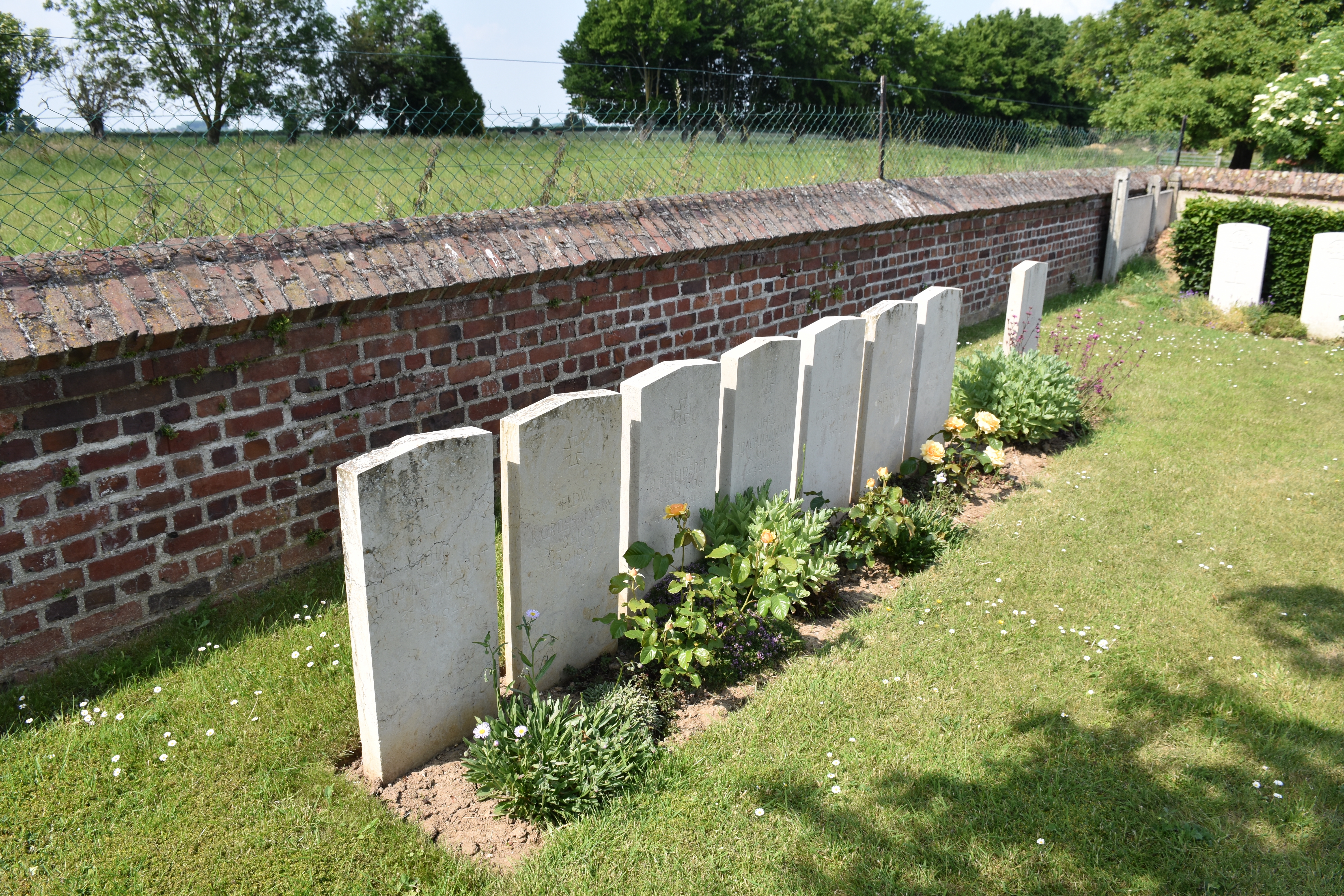
Tombes de soldats allemands.

## Pour approfondir